# San Esteban (Valencia)

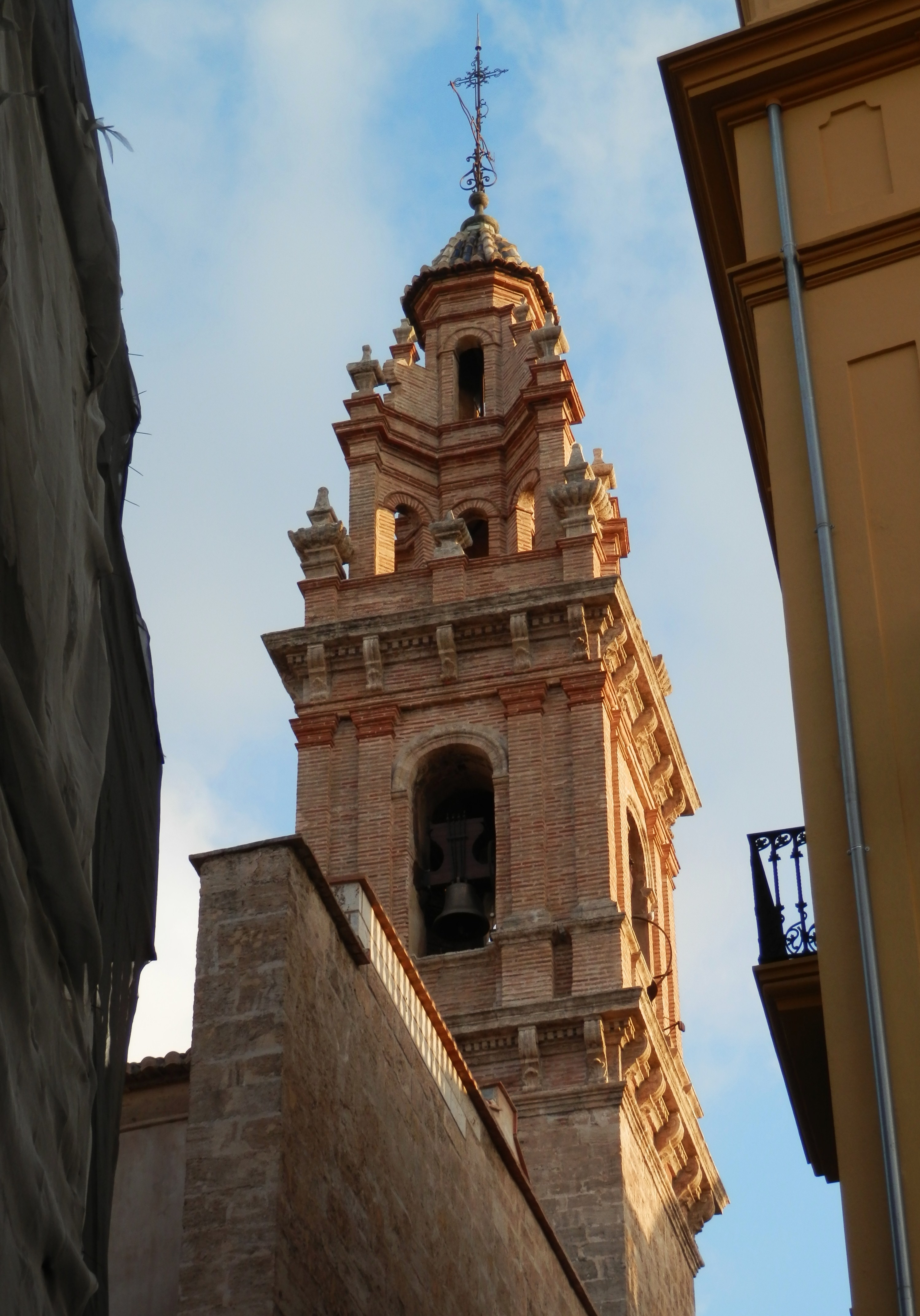
San Esteban

Die Iglesia de San Esteban (valenzianisch Església de Sant Esteve) ist eine römisch-katholische Pfarrkirche an der Plaça de Sant Esteve in Valencia.
Die kleine Iglesia de San Esteban gehört zu den ältesten Kirchen in Valencia. Im gotischen Stil wurde sie an der Stelle einer ehemaligen Moschee erbaut. Vorher soll dort nach einer Legende ein römischer Tempel für Hercules gestanden haben. Die Kirche war früher die der Notare. Der heilige Vincent Ferrer (1350–1419) und Luis Bertrán (1526–1581) wurden hier getauft.

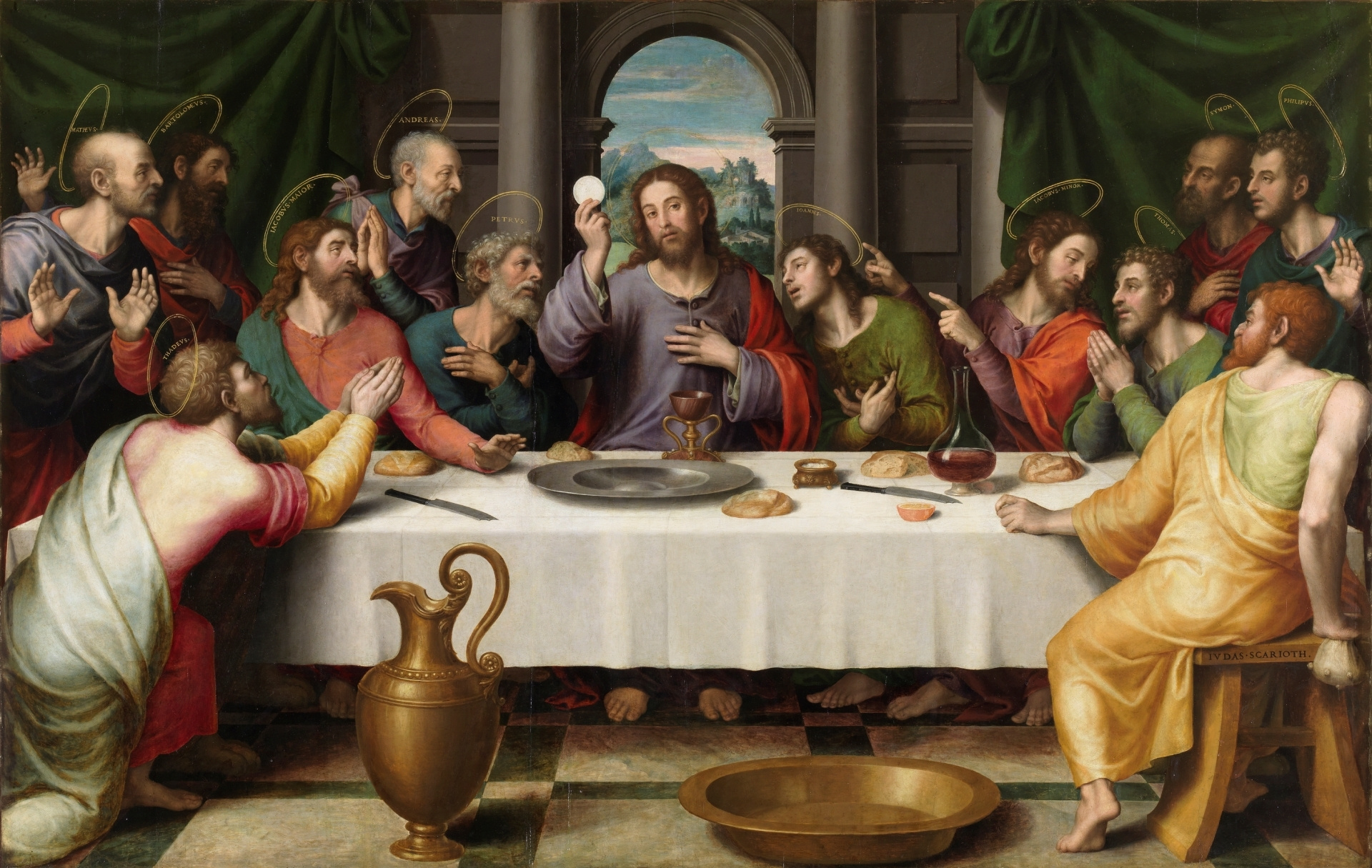
Das letzte Abendmahl – Juan de Juanes

Im Innern befanden sich die Gemälde Das letzte Abendmahl und Sankt Stephans Märtyrertod, die um 1562 von Juan de Juanes gemalt wurden, heute im Museo del Prado zu sehen sind.